# Sovětská ženská házenkářská reprezentace
Sovětská házenkářská reprezentace žen reprezentovala SSSR na mezinárodních házenkářských akcích, jako je mistrovství světa nebo mistrovství Evropy.
- Pokračuje nástupce Rusko.

## Mistrovství světa
| Rok/pořádající země | Účast                                 |
| ------------------- | ------------------------------------- |
| MS 1957 Jugoslávie  | Ne                                    |
| MS 1962 Rumunsko    | 6. místo                              |
| MS 1965 Německo     | Ne                                    |
| MS 1968 SSSR        | Zrušeno kvůli sovětské invazi do ČSSR |
| MS 1971 Nizozemsko  | Ne                                    |
| MS 1973 Jugoslávie  | Bronzová medaile                      |
| MS 1975 SSSR        | Stříbrná medaile                      |
| MS 1978 ČSSR        | Stříbrná medaile                      |
| MS 1982 Maďarsko    | Zlatá medaile                         |
| MS 1986 Nizozemsko  | Zlatá medaile                         |
| MS 1990 Korea       | Zlatá medaile                         |
| Celkem              | Účast – 7× · – 3× · – 2× · – 1×       |

## Olympijské hry
| Rok/pořádající země  | Účast                           |
| -------------------- | ------------------------------- |
| LOH 1976 Montreal    | Zlatá medaile                   |
| LOH 1980 Moskva      | Zlatá medaile                   |
| LOH 1984 Los Angeles | Ne                              |
| LOH 1988 Soul        | Bronzová medaile                |
| LOH 1992 Barcelona   | jako SNS                        |
| Celkem               | Účast – 4× · – 2× · – 0× · – 2× |